# HD48748
HD48748 — хімічно пекулярна зоря спектрального класу A2, що має видиму зоряну величину в смузі V приблизно  7,9.
Вона  розташована на відстані близько 398,7 світлових років від Сонця.